# جان لیندزی
جان لیندزی (انگلیسی: John Lindsay؛ زادهٔ ۱۹۰۰) بازیکن فوتبال اهل بریتانیا است.
از باشگاه‌هایی که در آن بازی کرده‌است می‌توان به باشگاه فوتبال سوانزی سیتی و باشگاه فوتبال لیورپول اشاره کرد.